# Square René-Le Gall
Le square René-Le Gall ou jardin des Gobelins est un grand square situé dans le 13e arrondissement de Paris en France.

## Situation et accès
Grand square parisien de 32 213 m2, il est situé dans le quartier de Croulebarbe et délimité par les rues Émile-Deslandres au nord, Croulebarbe à l'est, Corvisart au sud, et par le lycée Rodin à l'ouest. Il possède son entrée principale sur la place de la Bergère-d'Ivry, et des entrées annexes sur la place en Hommage-aux-Femmes-Victimes-de-Violences (Mobilier national), la rue Croulebarbe, la rue Berbier-du-Mets, la rue Émile-Deslandres et la rue des Cordelières. Les accès Cordelières et Corvisart sont accessibles aux personnes à mobilité réduite.

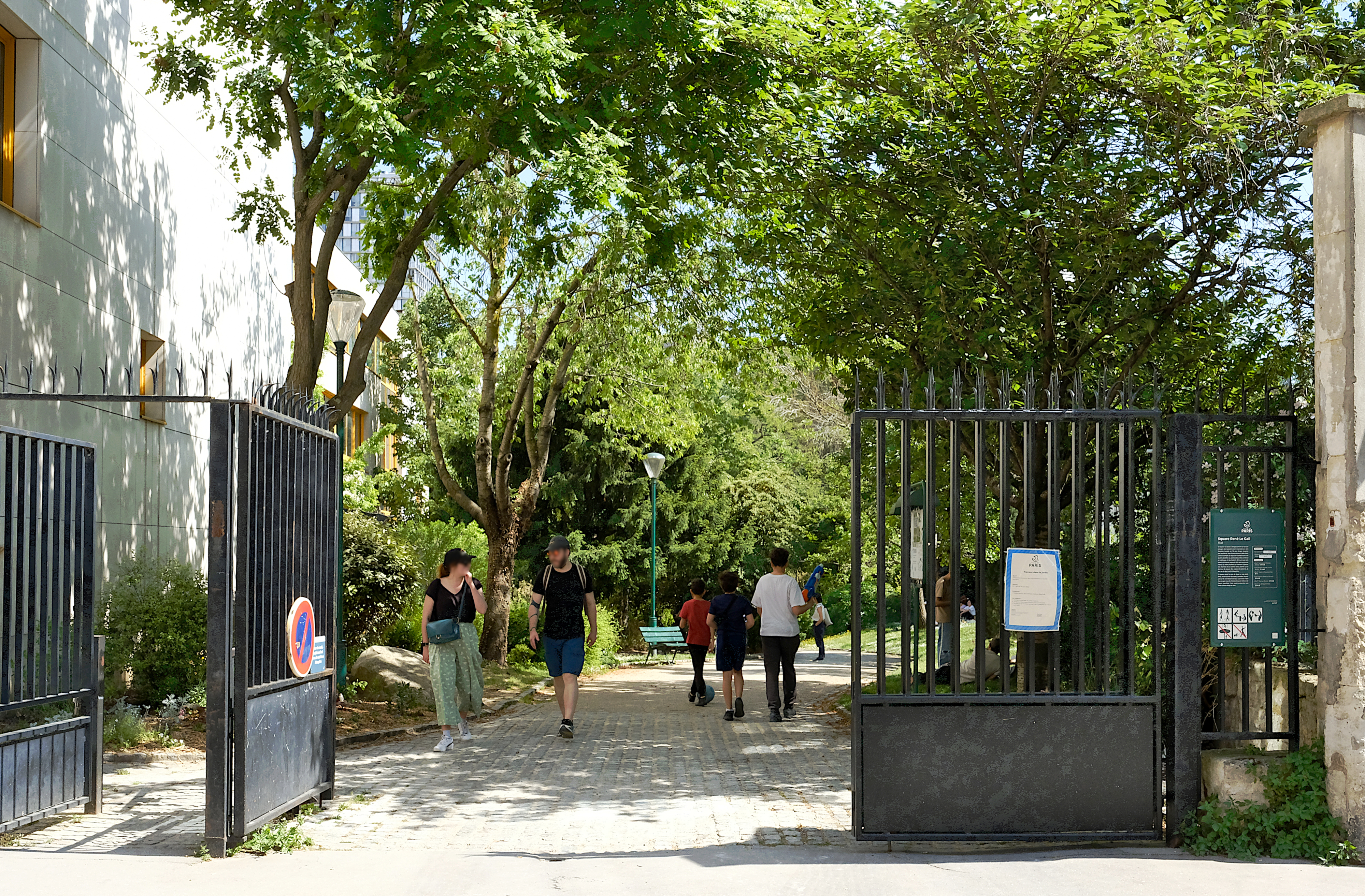
L'entrée rue des Cordelières.
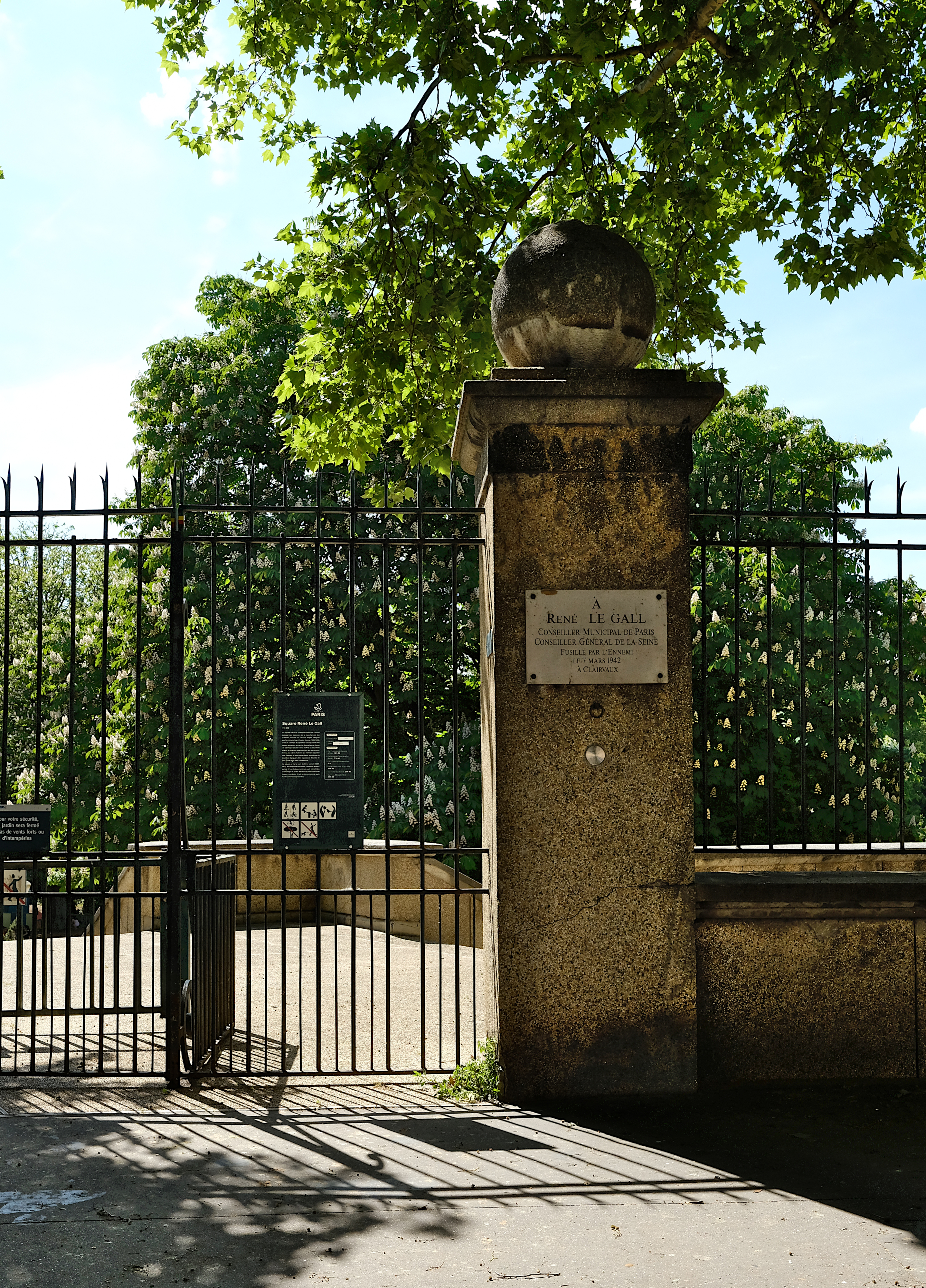
L'entrée rue Croulebarbe.
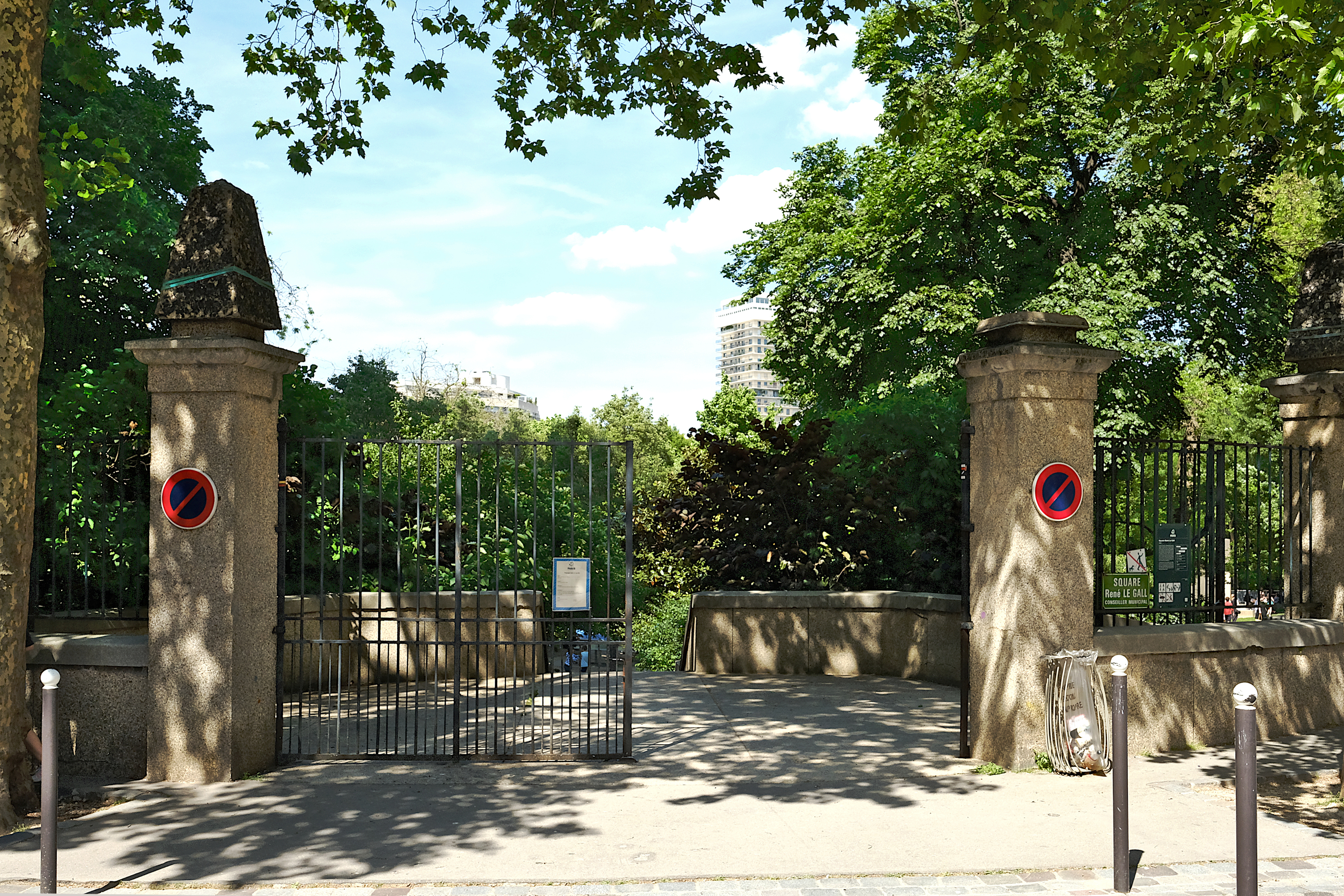
L'entrée place de la Bergère-d'Ivry.

Il est ouvert à des horaires réglementés.
Il est desservi à proximité par la ligne 6 à la station Corvisart et par la ligne 7 à la station Les Gobelins.

## Origine du nom

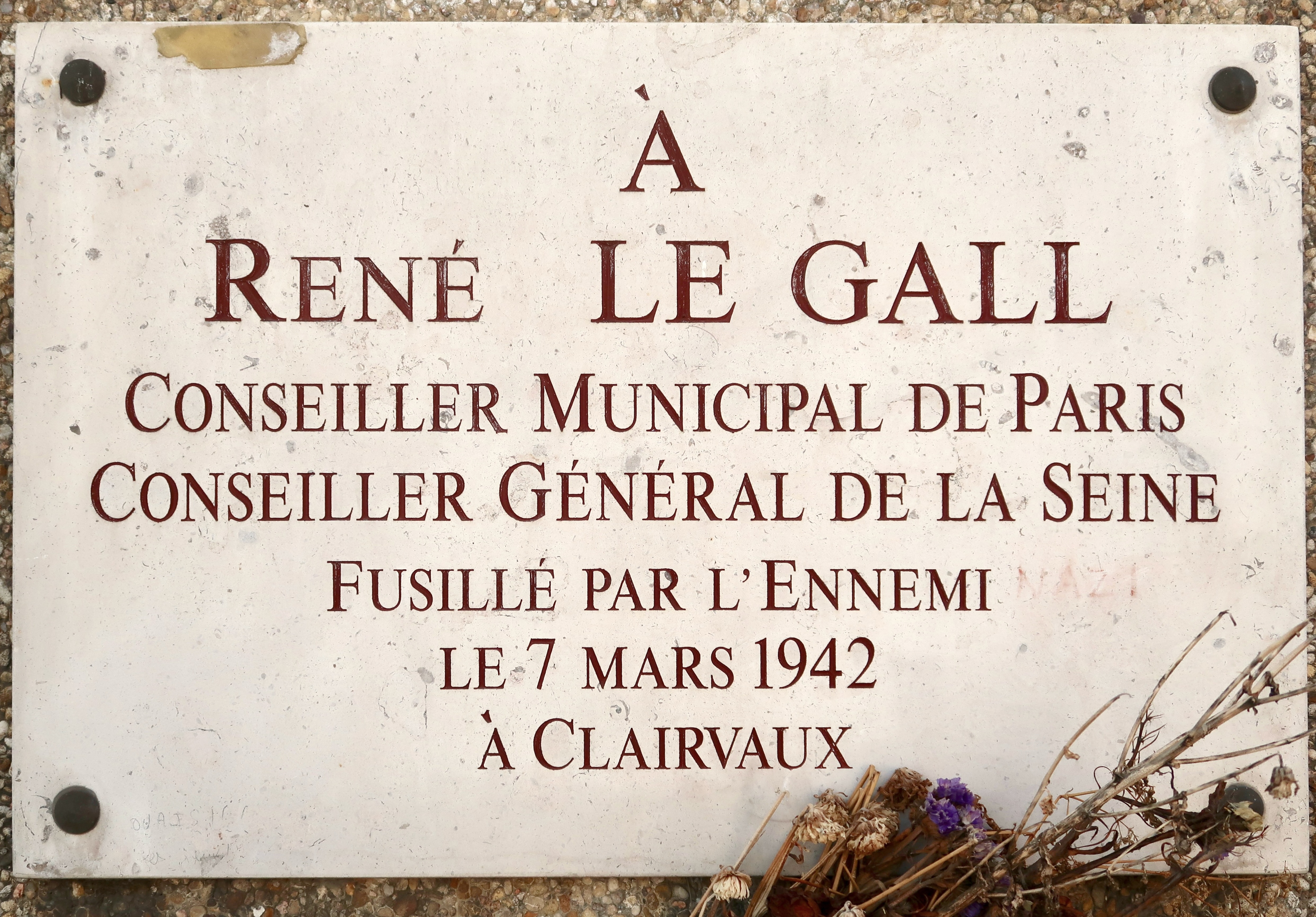
Plaque en hommage à René Le Gall.

Le square porte le nom de René Le Gall, un conseiller municipal communiste du 13e arrondissement arrêté par la police française en novembre 1939, maintenu en détention sous l'Occupation et fusillé le 7 mars 1942 sur ordre des autorités nazies à Clairvaux comme otage en représailles des attentats de Dijon des 28 décembre 1941 et 10 janvier 1942,.

## Historique
Le jardin des Gobelins est aménagé de 1936 à 1938 dans un style néoclassique par l'architecte Jean-Charles Moreux à l'emplacement de l'ancienne île aux Singes, délimitée par deux bras de la Bièvre, sur les anciennes dépendances du Mobilier national et de la manufacture des Gobelins. La partie sud est occupée par de petits jardins entretenus par les ouvriers de la manufacture des Gobelins, des guinguettes et des débits de boissons, certains tenus par les ouvriers flamands de la manufacture. Sa partie nord est un quartier insalubre habité par les ouvriers des tanneries installées sur les bords de la Bièvre qui, à l'époque, coule encore à ciel ouvert dans Paris. Ce quartier est traversé par une étroite ruelle, le passage Moret, bordé de taudis détruits dans les années 1930. Le nom de l'île est peut-être lié aux singes laissés en liberté par les bateleurs qui amusent les clients des guinguettes, ou singes serait une expression argotique synonyme de patrons, que les ouvriers des tanneries auraient donnée aux propriétaires des lieux.
L'îlot est insalubre, et la Ville de Paris, après avoir recouvert la Bièvre en 1912, entreprend d'assainir le terrain et le convertit en jardins potagers. Suit un jardin public, baptisé « square René-Le Gall » peu après la Libération. Dans le plan du square, le lit d'un des deux bras de l'ancienne rivière est réaménagé par Moreux en une allée de peupliers, remplacés ensuite par des charmes.
En 1981, le square s'accroit de 5 000 m2 vers la rue Émile-Deslandres avec la création d'un jardin paysager, puis à nouveau en 1993 de 1 500 m2 vers la rue des Cordelières avec l'aménagement d'un ruisseau artificiel rappelant l'ancien cours de la Bièvre. Depuis 2011, il accueille un jardin partagé, situé à la droite de l'entrée rue Émile-Deslandres, qui est géré par une association ayant signé une charte avec la mairie de Paris lors de son inauguration le 8 mai 2011. La même année, une rénovation de l'extension de 1981 crée un espace détente et jeux de ballon, après qu'une consultation ait été lancée par la mairie du 13e arrondissement à propos de ce projet.
Le square est inscrit aux monuments historiques par un arrêté du 8 avril 1997. De plus, il possède un marronnier d'Inde, planté en 1893-1894, classé arbre remarquable en raison de sa taille (18 mètres de hauteur et 3,6 mètres de circonférence en 2011) et de son port,.
Divisé en trois parties s'étalant sur une section haute et une section basse, le square est notamment orné d'un obélisque entouré de treillages et de décors en rocaille (silex, galets et coquillages) représentant les quatre saisons et des oiseaux, réalisés par le sculpteur Maurice Garnier. Comptant un « sous-bois » divisé en bosquets et fréquenté par des pies bavardes, il est planté de sycomores, de frênes, d'arbres fruitiers, de charmes et de cèdres bleus. Il possède le label Écojardin.
Il est équipé de bacs à sable, d'aires de jeu pour les enfants, de parcours sportifs, de terrains de football et de basket, d'agrès, de tables de ping-pong, d'échecs et de dames, d'un relai bébé, de toilettes, d'un snack-buvette et de points d'eau potable.

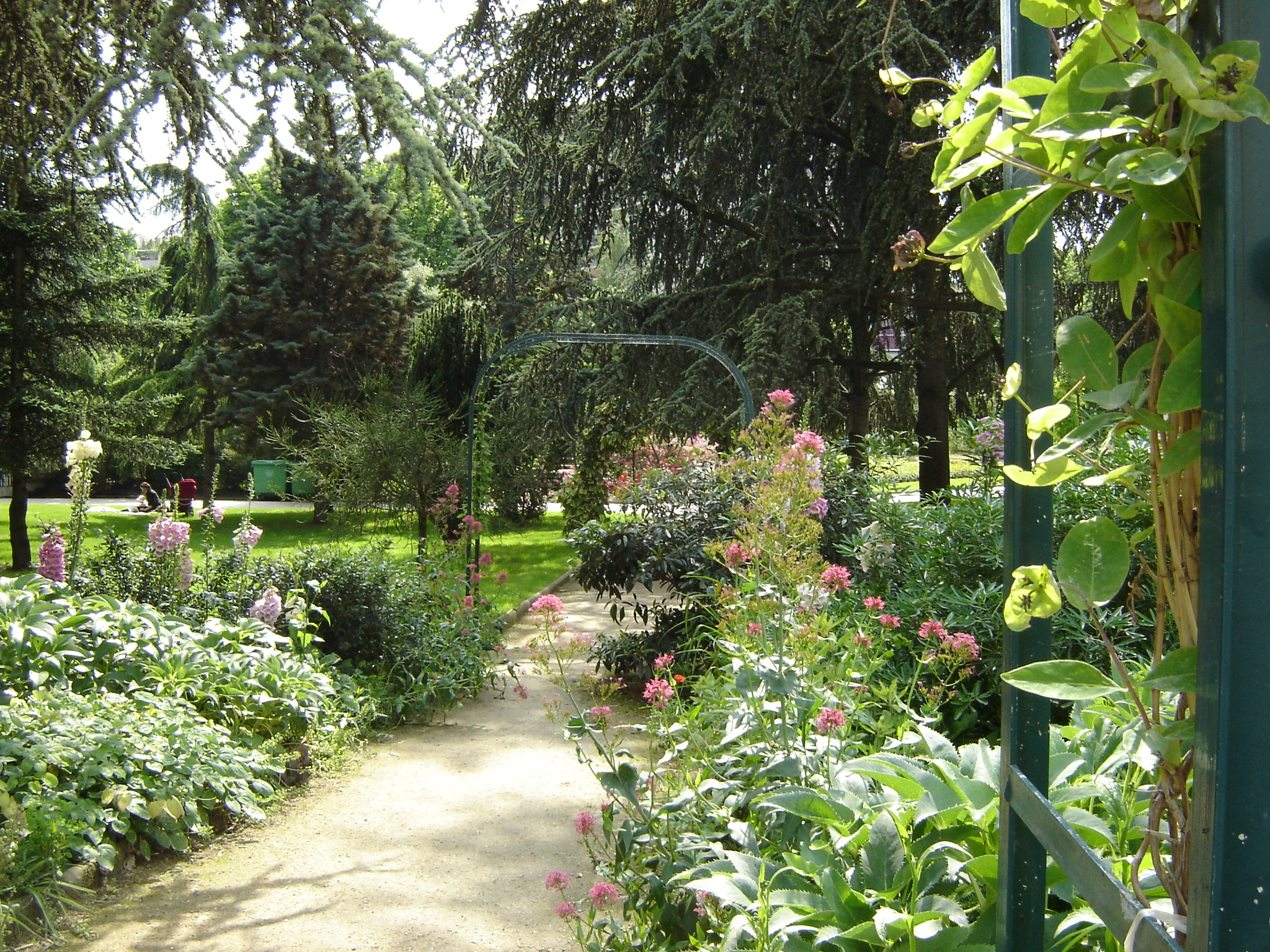
Un aspect du square réaménagé.
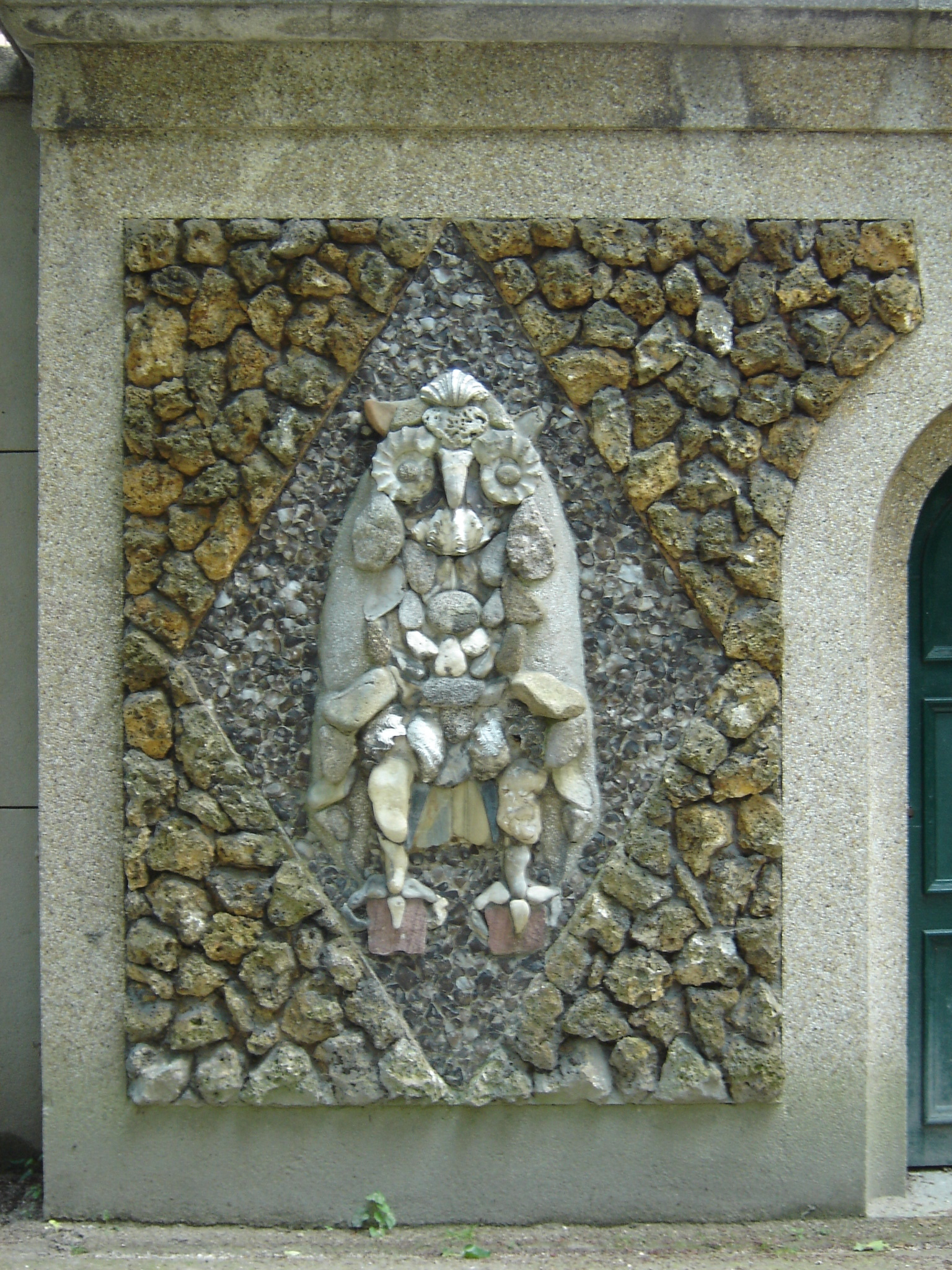
« Hibou » du square[13].
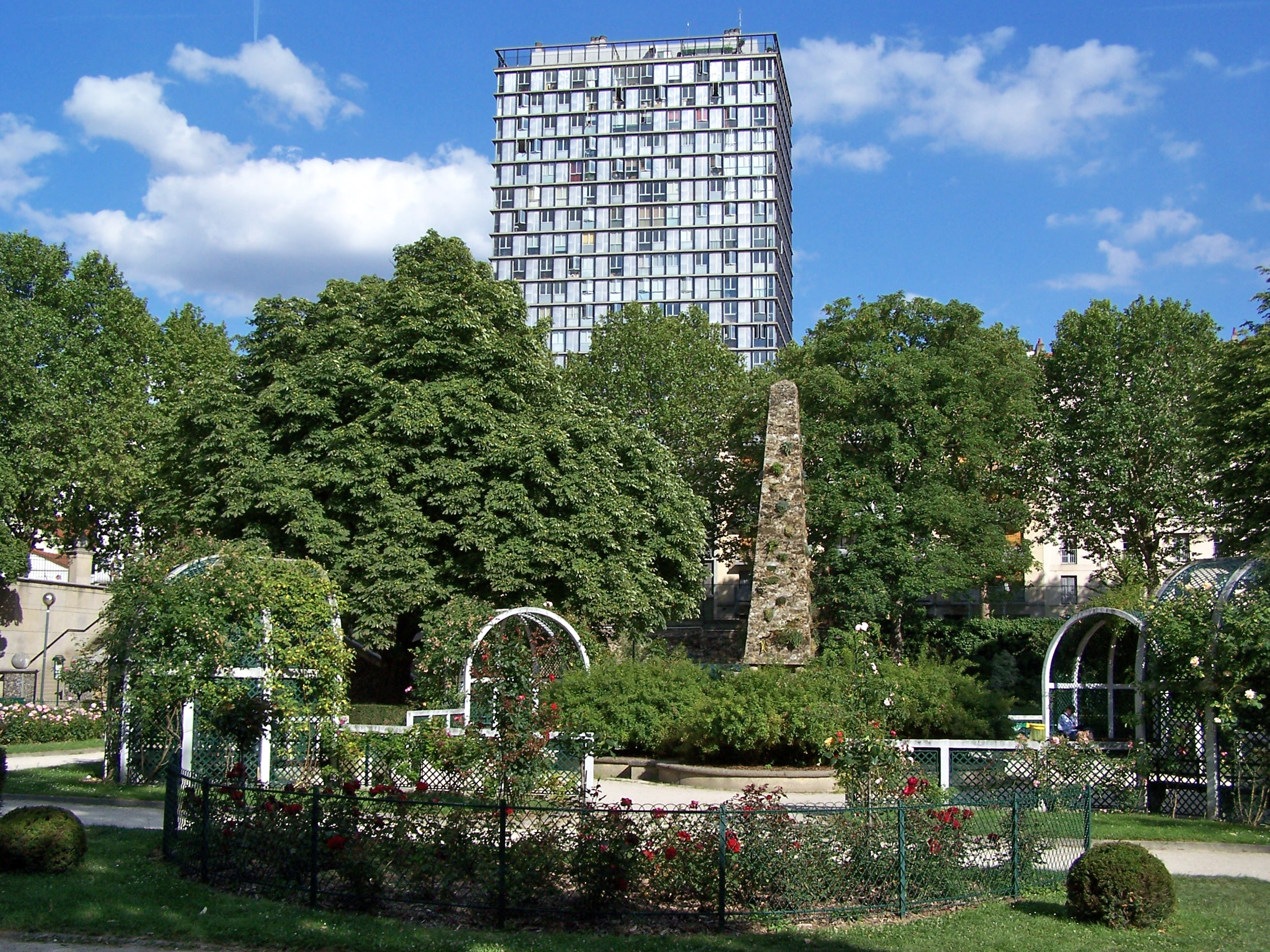
La roseraie, l'obélisque et la tour Albert en arrière-plan.
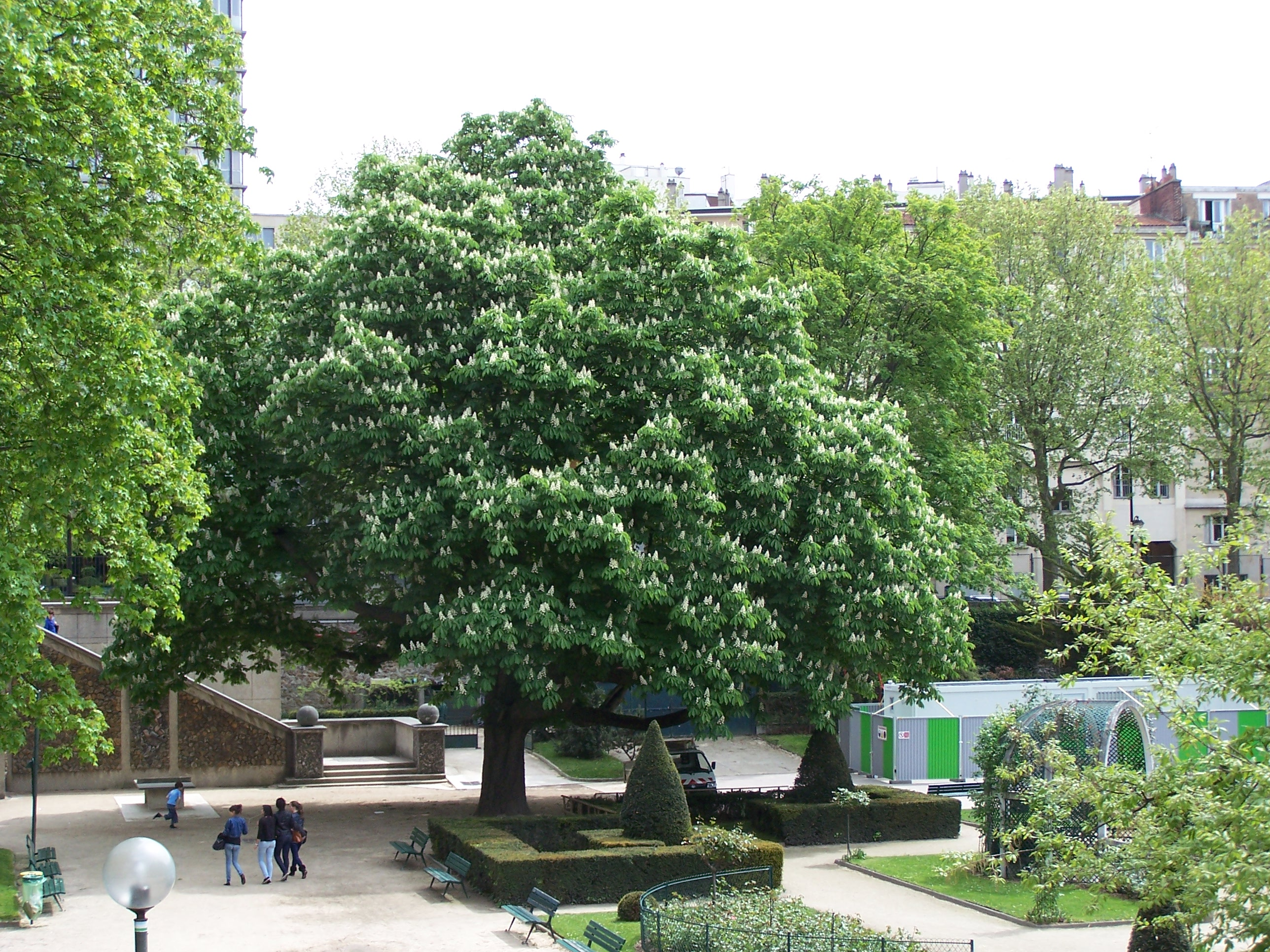
Le marronnier remarquable.